# Scarus perrico
 Scarus perrico és una espècie de peix de la família dels escàrids i de l'ordre dels perciformes.

## Morfologia
Els mascles poden assolir els 76 cm de longitud total.

## Distribució geogràfica
Es troba des del Golf de Califòrnia fins al Perú, incloent-hi les Illes Galápagos.